# Poľný Kesov
Poľný Kesov – wieś i gmina (obec) w powiecie Nitra, w kraju nitrzańskim na Słowacji. Znajduje się na Nizinie Naddunajskiej, w kierunku na południe od miasta Nitra. Zabudowania wsi rozłożyły się nad Cabajskim potokiem (Cabajský potok).